# Zachary Bostrom
Zachary Bostrom est un acteur américain né le 15 janvier 1981 à Los Angeles, Californie (États-Unis).

## Filmographie

### Cinéma
- 1990 : Waiting for the Wind : Grandson of R. Mitchum
- 1995 : Les Liens du souvenir (Unstrung Heroes) : Additional Voices (voix)
- 2000 : Dinosaure (Dinosaur) : Additional Voices (voix)
- 2001 : Power Rangers Time Force: Photo Finish (vidéo) : Mitch
- 2003 : 7 Songs : Student Assistant

### Télévision
- 1987 : Denis la Malice (Dennis the Menace) (série télévisée d'animation) : Peewee
- 1988 : The Secret Life of Kathy McCormick (TV) : jeune garçon
- 1988 : Tattle: When to Tell on a Friend (TV) : Teddy
- 1988 : A Very Brady Christmas (TV) : Kevin Brady
- 1991 : Timmy's Gift: Precious Moments Christmas (TV) : Timmy (voix)
- 1991 : Harry et les Henderson ("Harry and the Hendersons") (série télévisée) : Ernie Henderson
- 1994 : Armed and Innocent (en) (TV) : Davey
- 1999 : Johnny Tsunami (TV) : Brett
- 2002 : Night of the Wolf (TV) : Jesse McNichol